# Hydrofyt
Ordet hydrofyt er en neologisme, som er dannet af græsk hydor (= "vand") + phyton (= "plante"). En hydrofyt er altså en planteart, som er tilpasset livet i vand. Det gælder oprindelige havplanter (alger og tangplanter), det gælder de ferske vandes arter, og det gælder endelig også de forholdsvis få, højere planter, som er søgt tilbage til havbunden.